# Ioré

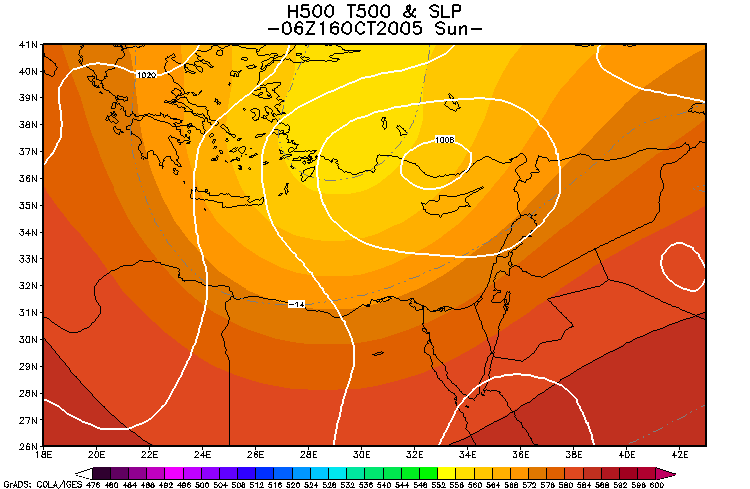
Configurazione di bassa pressione "cipriota" che ha portato lo ioré nel 2005. Valori a 500 hpa e al suolo.

Lo ioré (ebraico: יורה) è la prima pioggia che cade in autunno in Israele, solitamente tra ottobre e novembre, ed è emblematico per l'ebraismo in quanto annunciatore dell'arrivo della stagione fredda e piovosa. Questo fenomeno meteorologico, irrilevante per altri tipi climatici ricchi di precipitazioni durante tutto l'arco dell'anno, è per l'appunto distintivo del clima mediorientale caratterizzato da estati aride di pioggia.
Per definizione meteorologica, lo ioré è la prima precipitazione generata da una depressione di tipo frontale dopo la stagione estiva, che si protrae mediamente da giugno a settembre. Questo perché durante l'estate possono verificarsi, anche se molto raramente, delle deboli precipitazioni dovute alla “saccatura persiana” collegata alla bassa pressione “nepalese” di natura termica, stazionante nei mesi estivi.
In autunno invece, oltre alle precipitazioni da bassa pressione di tipo frontale sono possibili anche piogge torrenziali ma circoscritte causate da attività della “saccatura del Mar Rosso”, anch'essa collegata ad una bassa pressione termica.
Nella cartina allegata è visibile la “bassa cipriota” centrata poco a nord del Cipro che ha portato in Israele precipitazioni di carattere invernale, stabilite come lo ioré di quella stagione.

## Etimologia
La parola è menzionata nella bibbia ebraica nel Deuteronomio: “avverrà ch'io darò al vostro paese la pioggia a suo tempo: la pioggia d'autunno [in ebraico: ioré] e di primavera [in ebraico: malkòsh = l'ultima pioggia della stagione]“ (Deuteronomio 11:14).